# Campionato mondiale di pasticceria
La Coppa del mondo di pasticceria (in francese: Coupe du Monde de la Pâtisserie) è un concorso internazionale di pasticceria che si tiene ogni due anni a Lione, Francia.
Le qualificazioni per la Coppa avvengono attraverso selezioni nazionali, come il Campionato Italiano di Pasticceria Seniores, i cui vincitori vengono scelti come rappresentanti della Nazione alla Coppa del Mondo.

## Selezione

### Condizioni per la partecipazione
Vengono selezionate 21 squadre da tutto il mondo composte da giovani pasticceri. La competizione si svolge in 2 giorni e i pasticceri hanno 10 ore per realizzare le loro opere. Ogni squadra è composta da 3 membri di cui 1 gelatiere, 1 pasticcere e 1 cioccolatiere. Ogni anno, ad ogni squadra viene imposto un tema comune. La squadra vincitrice di un'edizione non può partecipare all'edizione successiva, anche se fa parte della Top 7.

### Finale
La finale comprende:
- tre squadre qualificate dopo la Coppa d'Africa;
- tre squadre qualificate dopo la Coppa Europa;
- tre squadre qualificate dopo l'Asia Pastry Cup (Asia Pacifica);
- tre squadre qualificate dopo la Copa Maya (America Latina);
- le sette migliori squadre delle ultime tre edizioni (esclusi i vincitori dell'ultima edizione); questi paesi sono automaticamente qualificati per la prossima edizione ma hanno l'obbligo di organizzare una selezione nazionale.
- tre "Wild Cards" sono emesse dal presidente fondatore, Gabriel Paillasson

## Risultati
| Anno | Oro                                                          | Argento                                                      | Bronzo                                                           |
| ---- | ------------------------------------------------------------ | ------------------------------------------------------------ | ---------------------------------------------------------------- |
| 1989 | : Mickaël Azouz, Thierry Froissard e Serge Billet            | : Emol Trumpie, P. Galerne e J. Le Blanc                     | : Fritz Mayer, Gotthard Valier e Alphonse Watcher                |
| 1991 | : Hidemi Sugino, Akira Ando e Masahiko Hayashi               | : André Rosset, Olivier Bajard e Alain Rolancy               | : Stéphane Brunelet, Stéphane Seguin e Ken V.J Guberski          |
| 1993 | : Patrick Casula, Jean-Marc Guillot e Jean-Paul Savioz       | : Rik De Baere, Johny De Neef e Pierre Marcolini             | : Jean-Claude Arens, Alain Gerard e Camille Shumacher            |
| 1995 | : Pierre Marcolini, Rik de Baere e Gunther Van Essche        | : Tadashi Yanagi, Taihei Oikawa e Junishi Goto               | : Donald Wressel, Kurt Walrathe Joe Decker                       |
| 1997 | : Luigi Biasetto, Cristian Beduschi e Luca Mannori           | : Thaddeus Dubois, Sébastien Canonne, Jacquy Pfeiffer        | :Taihei Oikawa, Mr Tsujiguchi e Mr Hanaguchi                     |
| 1999 | : Pascal Molines, Emmanuel Ryon e Christian Salembier        | : Herman Van Dender, Patrick Aubrion e Frédérique Scailteur  | : Norman R. Love, Eric Perez e Kim Irene O'Flaherty              |
| 2001 | : En-Ming Hsu, Ewald Notter e Michel Willaume                | : Hiroshi Igarashi, Shinpel Asada e Masayuld Fukuda          | : Silvio Bessone, Leonardo di Carlo e Amelio Mazzela di Regnella |
| 2003 | : Angelo Musa, Elie Cazaussus e Youri Neyers                 | : Nohirito Terai, Shigeru Nojima e Yoshinori Matsushima      | : Patrick Aubrion, Herman Van Dender e Marc Ducobu               |
| 2005 | : Christophe Michalak, Philippe Rigolot e Frédérique Deville | : Ivo Wolters, Jeroen Goossens e Arthur Tuytel               | : Donald Wressel, Dereck Poirier e Andrex Shotts                 |
| 2007 | : Yuklo Ichikawa, Toshimi Fujimoto e Kazuya Nagata           | : Dominiek Vandermeulen, Thierry Winant e Pol De Schepper    | : Fabrizio Donatone, Angelo di Masso e Fabrizio Galla            |
| 2009 | : Jérôme De Oliveira, Jérôme Langillier, Marc Rivière        | : Alessandro Dalmasso, Giancarlo Cortinovis e Domenico Longo | : Alain Vandermissen, François Galtier e Raphaël Giot            |
| 2011 | : Jordi Bordas Santacreu, Julien Alvares, Josep Guerola      | : Domenico Longo, Davide Comaschi e Emmanuele Forcon         | : Dieter Charels, Marijn Coertjens e Pascal de Deyne             |
| 2013 | : Quentin Bailly, Mathieu Blandin, Joffrey Lafontaine        | : Daisuke Tomita, Koh Moriyama, Tetsuro Akasaki              | : Francesco Boccia, Lucca Cantarin, Marcello Boccia              |
| 2015 | : Emmanuele Forcone, Francesco Boccia, Fabrizio Donatone     | : Kazuhiro Nakayama, Junji Tokunaga, Shinichi Sugita         | : John Kraus, Joshua Johnson, Scott Green                        |
| 2017 | : Etienne Leroy, Bastien Girard, Jean-Thomas Schneider       | : Takahiro Komai, Yoshiaki Uezaki, Takao Yamamoto            | : Cédric Pilloud, Jorge Cardoso, Jean-Baptiste Jolliet           |
| 2019 | : Tan Wei Loon, Otto Tay, and Loi Ming Ai                    | : Ito Fumiaki, Mirai Nishiyama, Ryohei Oguma                 | : Lorenzo Puca, Mattia Cortinovis, Andrea Restuccia              |
| 2021 | : Massimo Pica, Lorenzo Puca e Andrea Restuccia              | : Seiya Harada, Yuuya Tsukada, Kengo Akabame                 | : Kevin Ollivier, Nabil Moudni, Fabien Emery                     |
| 2023 | : Moe Takahashi, Naritoshi Suzuka and Yusaku Shibata         | : Georges Kousanass, Jérémy Massing and Jana Lai             | : Jacopo Zorzi, Alessandro Petito and Martina Brachetti          |
| 2025 | : Masanori Hata, Yuji Matoba and Ryu Miyazaki                | : Jérémy Massing, Haruka Atsuji and Mickaël Guyader          | : Fong Kah Mun, Foo Yi Qing and Tyler Tan                        |

### Medagliere
| Pos. | Nazione     | Oro | Argento | Bronzo | Totale |
| ---- | ----------- | --- | ------- | ------ | ------ |
| 1    | Francia     | 8   | 3       | 1      | 12     |
| 2    | Giappone    | 4   | 8       | 1      | 13     |
| 3    | Italia      | 3   | 2       | 5      | 10     |
| 4    | Belgio      | 1   | 3       | 3      | 7      |
| 5    | Stati Uniti | 1   | 1       | 4      | 6      |
| 6    | Malaysia    | 1   | 0       | 2      | 3      |
| 7    | Spagna      | 1   | 0       | 0      | 1      |
| 8    | Paesi Bassi | 0   | 2       | 0      | 2      |
| 9    | Austria     | 0   | 0       | 1      | 1      |
| 9    | Canada      | 0   | 0       | 1      | 1      |
| 9    | Lussemburgo | 0   | 0       | 1      | 1      |
| 9    | Svizzera    | 0   | 0       | 1      | 1      |